# Markus Kerber (Ökonom)
Markus Kerber (* 23. Juli 1963 in Ulm) ist ein deutscher Wirtschaftswissenschaftler und war von 2018 bis 2021 Staatssekretär im Bundesministerium des Innern, für Bau und Heimat. Von 2011 bis 2017 war er Hauptgeschäftsführer des Bundesverbandes der Deutschen Industrie (BDI), zuvor Leiter der Grundsatzabteilung im Bundesministerium der Finanzen.

## Leben
Er studierte 1983 bis 1988 Wirtschaftswissenschaften an der Universität Hohenheim und der University of California in Los Angeles. 1992 wurde er an der Universität Hohenheim in Sozialwissenschaften promoviert. 1992 bis 1995 arbeitete er bei der S.G. Warburg & Co. Ltd. in London, sodann bis 1998 bei der Deutschen Bank AG in London jeweils im Bereich Equity Capital Markets. 1998 wurde er Anteilseigner und Finanzvorstand beim IT-Dienstleister GFT Technologies, Stuttgart (www.gft.com). Er wechselte in die Politik und wurde 2006 im Bundesinnenministerium unter Wolfgang Schäuble Abteilungsleiter Grundsatzfragen und internationale Analysen.
Nach der Bundestagswahl 2009 und dem Ende der großen Koalition folgte er Schäuble ins Finanzministerium und wurde Abteilungsleiter für finanzpolitische und volkswirtschaftliche Grundsatzfragen und übernahm ab Anfang 2011 auch die Zuständigkeit für internationale Finanz- und Währungspolitik.
Von Juli 2011 bis 31. März 2017 war Kerber Hauptgeschäftsführer des Bundesverband der Deutschen Industrie. Er folgte damit Werner Schnappauf.
Im März 2018 berief Bundesinnenminister Horst Seehofer ihn als Staatssekretär für Heimat in sein Ministerium. Nach dem Regierungswechsel Ende 2021 wurde er abberufen. Seit 2022 ist er Miteigentümer von 1886Ventures und politischer Koordinator der CDU.
Kerber ist Mitglied im Aufsichtsrat der Dürr AG. Ferner gehörte er dem Aufsichtsrat der Commerzbank sowie der Computershare Ltd. in Melbourne an.
Kerber ist verheiratet und hat vier Kinder. 2016 unterzog er sich erfolgreich einer Tumor-Operation.